# He Zehui

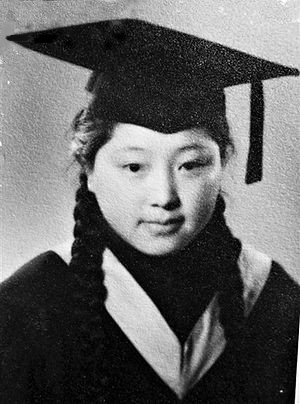
He Zehui (1936)

He Zehui (何泽慧, Ho Zah-wei; * 5. März 1914 in Suzhou, Provinz Jiangsu; † 20. Juni 2011 in Peking) war eine chinesische Kernphysikerin.

## Leben
Im Jahre 1936 schloss sie ihr Studium an der Pekinger Tsinghua-Universität ab, 1940 promovierte sie an der Technischen Hochschule Berlin. Von 1940 bis 1943 arbeitete sie im Schwachstrom-Labor der Firma Siemens, danach war sie Mitarbeiterin von Walther Bothe am Heidelberger Kaiser-Wilhelm-Institut für medizinische Forschung. Im Rahmen ihrer Untersuchung des Positronenspektrums von 53Mn beobachtete sie mit Hilfe einer Nebelkammer als erste die Streuung von Positronen an Elektronen.
Von 1946 bis 1948 arbeitete sie im Kernchemielabor des Collège de France in Paris, wo sie zusammen mit ihrem späteren Ehemann Qian Sanqiang erstmals Kernspaltungen mit mehr als zwei geladenen Spaltprodukten beobachtete. Sie kehrte dann nach China zurück und forschte dort an mehreren Einrichtungen auf dem Gebiet der Kernphysik. 1950 führte sie in China Neutronenmessungen mit Hilfe von Kernemulsionsplatten ein. Sie forschte am ersten chinesischen Zyklotron, am ersten chinesischen Kernreaktor und leistete wesentliche Beiträge zum chinesischen Atombombenprogramm. Nach 1970 forschte sie über Höhenstrahlung und Astrophysik. Sie war stellvertretende Direktorin der Akademieinstitute für Atomenergie (1964–1973) und Hochenergiephysik (ab 1976). 1980 wurde sie zum Mitglied der Chinesischen Akademie der Wissenschaften gewählt.